# Nike Air Yeezy
Nike Air Yeezy，系美国运动用品公司耐克和肯伊·威斯特之间的官方签名运动鞋合作系列，于2009年启动。同时也是作为耐克的第一个与非运动员人物进行的合作。Air Yeezy最早的设计师是Mark Smith，而Air Yeezy II则是由耐克设计师Nate Vanhook与肯伊·威斯特共同设计而成，并于2012年正式发售。而在一年后，随着肯伊·威斯特与耐克合作的破裂（前者转向阿迪达斯进行合作并推出了Adidas Yeezy服饰系列），Nike Air Yeezy系列再未推出任何产品。
Air Yeezy整鞋都采用了当时Nike公司领先的科技，而鞋外观上的的部分设计细节也与古埃及文明的部分神话有关。

## 设计历程
Air Yeezy合作设计中，肯伊·威斯特对Mark Smith给予高度评价，而Mark Smith也称肯伊·威斯特是“极具创造力的”和“天然的设计师”